# 顧越
顧越（こ えつ、492年もしくは493年 - 569年）は、南朝梁から陳にかけての儒学者。字は思南、もしくは允南。本貫は呉郡塩官県。

## 経歴
梁の護軍司馬・豫章王府諮議参軍の顧仲成の子として生まれた。儒学者を輩出する家柄に生まれ、『毛詩』の解釈の異説に通じて、太子詹事の周捨に賞賛された。梁の揚州議曹史を初任とし、太子左率丞を兼ねた。梁の南平王蕭偉に召されて右常侍となり、会稽の賀文発とともに重んじられた。大通年間、陳慶之が北魏の北海王元顥を洛陽に送って魏主として立てると、顧越は参軍事として陳慶之に召された。元顥が勝手気ままに振る舞い、人心が離反すると、顧越は敗北を予見して、病を口実に南に帰った。顧越が彭城まできたとき、はたして陳慶之は敗北した。建康に帰ると、安西湘東王府参軍に任じられた。中軍宣城王記室参軍に転じ、まもなく五経博士に任じられた。
大同8年（542年）、安西武陵王府内中録事参軍に転じ、まもなく王府諮議となった。侯景の乱が起こると、顧越は沈文阿らとともに東方に逃れ、侯景が爵位を与えようとしたが受けなかった。承聖2年（553年）、宣恵晋安王府諮議参軍となり、国子博士を兼ねた。戦乱を嫌って故郷に帰り、武丘山に隠れ住んだ。紹泰元年（555年）、再び国子博士として召された。
永定3年（559年）、陳の文帝が即位すると、顧越は始興王諮議参軍に任じられ、東宮の侍読をつとめた。東中郎鄱陽王府諮議参軍となり、まもなく羽林監を兼ねた。給事黄門侍郎に任じられ、国子博士を兼ねた。天康元年（566年）、陳伯宗（廃帝）が即位すると、顧越は通直散騎常侍・中書舎人に任じられた。光大元年（567年）、華皎が湘州で反乱を起こしたとき、顧越は東陽にいたが、顧越が反乱側に通じているものと、ある人が安成王陳頊に誣告したため、顧越は獄に下され、免官された。
太建元年（569年）、家で死去した。『陳書』によると享年は78、『南史』によると享年は77。

## 伝記資料
- 『陳書』巻33 列伝第27
- 『南史』巻71 列伝第61